# Baronía de Orcau

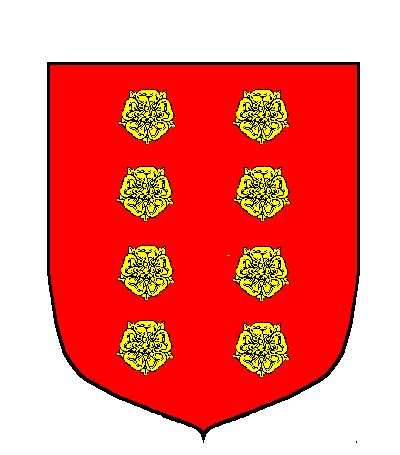
Escudo de los barones de Orcau.

La Baronía de Orcau era una de las baronías (nunca título nobiliario) de la actual Pallars Jussá, junto con las baronías de Erill, Bellera y Abella.
Está documentada desde el siglo XIII, y comprendía los castillos y lugares de Conques, Figuerola de Orcau, Benavent de la Conca y Castelltallat, además del de Orcau y su castillo, que ejercían de capital.
Arnau de Orcau fue mayordomo de Pedro III de Aragón y gobernador de Rosellón y Cerdaña entre 1366 y 1376. Hizo testamento en 1387, en el que establecía la sucesión del señorío exclusivamente por vía masculina. Así, a la muerte de su nieto, Arnau Julià de Orcau, lo sucedió su sobrino valenciano Berenguer de Erill y de Centelles, señor de Espills.
De los condes de Erill y tras una serie de pleitos, típicos en los convulsos-para la nobleza catalana-siglos XVI, XVII y XVIII, pasó a los Bournonville, marqueses de Rupit, a los Ponts-López de Mendoza, marqueses de Vilanant, a los Abarca de Bolea, condes de Aranda, y a loa Silva, duques de Híjar.
Últimamente, al menos de nombre, la baronía de Orcau recaía todavía en los duques de Híjar, hasta que fue solicitada en 1986 por la señora Pilar de Sarriera y Fernández de Muniaín, hermana del Marqués de la Manresana y Marqués de Santa María de Barberà.
Nunca se ha reconocido la "Baronía de Orcau" como título nobiliario.